# Eiker
Eiker, også Eikerbygda eller Eikerbygdene, er et landskap i Buskerud fylke i Norge og et fællesnavn på kommunerne Nedre og Øvre Eiker. En person fra Eiker kaldes eikværing. Denne betegnelse bruges også om dialekten her, som er typisk østlandsk med nogle specielle indslag.
De vestlige dele af Eikers bjerggrund blev dannet i prækambrium (altså fra 700 millioner år tilbage helt frem til 4,5 millioner år siden) Dermed er grundfjeldet blandt det ældste som findes i Norge, og består hovedsageligt af gneis. I kambrium blev Eiker dækket af vand, som varede gennem de næste perioder ordovicium og silur. Søen var da ikke dybere end 100-130 meter. Der er fundet mange fossiler, specielt af trilobitter og snegle.
Landskabet består til dels af den frodige Eikerdalen, som strækker sig fra Modum i nord til Drammen i øst. Gennem dalen løber Drammenselva. I områderne på hver side af den østlige del af dalen findes rige forekomster af orkideer. Mod syd løber Eikernvassdraget, som domineres af de sammenhængende søer Eikern og Fiskumvannet. På begge sider af den dybe og lange Eikern stiger skovklædte højder op til omkring 700 moh. Fiskumvannet er, i modsætning til Eikern, lavvandet. Området omkring deltaet hvor floden Dørja løber ud i Fiskumvannet, er et beskyttet fuglereservat.
Der findes bevis for at mennesker har levet her siden 8000 f. Kr. Tidlig i vikingetiden var Eiker den vestlige del af kongeriget Vingulmark. Noget senere blev det en del af kongeriget Vestfold.
Oprindelsen til navnet Eiker er usikker. Både Øvre og Nedre Eiker har egeblade i kommunevåbnene, men navnet kan lige så godt have ophav i gamle variationer af ordet åker, mark.
Eiker var tidligere en selvstændig kommune i Buskerud fylke, oprettet som Eger formandskabsdistrikt i 1837.
I 1843 blev en ubeboet del af Eger overført til Skoger formandskabsdistrikt, som samtidig blev en del af Larvik og Jarlsberg amt (Vestfold).
1. juli 1885 blev Eiker kommune delt i Øvre Eiker og Nedre Eiker. Eiker havde ved delingen 11.531 indbyggere.